# Kokkolan Hermes
Kokkolan Hermes, w skrócie (Hermes) – fiński klub hokejowy z siedzibą w Kokkola.

## Sukcesy
- Brązowy medal Mestis: 2001, 2004
- Srebrny medal Suomi-sarja: 2015, 2021
- Srebrny medal Mestis: 2021

## Zawodnicy
Numery zastrzeżone
- 1 Tapio Salo
- 7 Tuomo Valavaara
- 9 Eino Pollari
- 23 Jani Uski
- 91 Jouni Kalliokoski